# Halicephalobus mephisto
Halicephalobus mephisto és un nematode de la família Panagrolaimidae, descobert l'any 2011 pels geocientífics Gaetan Borgonie i Tullis Onstott.
Aquest rhabditida va ser detectat en aigua procedent de fractures situades a 1,3 km de profunditat, en una mina d'or de Sud-àfrica. Se li atorgà el nom mephisto en honor de Mefistòfil, dimoni del folklore germànic, per remarcar la seva procedència del món subterrani. L'holotip i nou paratips estàn al Museu voor Dierkunde de la Universitat de Gant, Bèlgica, i hi ha sis paratips més a la University of the Free State, de Sud-àfrica. Quan l'equip de recerca va trobar aquest animal, primer temien que hi hagués una confusió i que la mostra on havien trobat H. mephisto no fos realment extreta d'una profunditat tan gran. Per corroborar-ho, van dedicar un any a fer forats en aquestes mines, recollint i filtrant més de 30.000 litres d'aigua, fins que finalment van trobar el nematode en diverses roques de gran profunditat. Més enllà d'això, van trobar evidències també de que aquesta espècie portava milers d'anys vivint en aquella profunditat.
Mesura entre 0,52 i 0,56mm, amb una cua de 110–130 μm, molt llarga en comparació amb les altres espècies del gènere Halicepalobus. És resistent a les altes temperatures (pot créixer en ambients de fins a 41 °C de temperatura) i concentracions molt baixes d'oxigen, pròpies de l'ecosistema subterrani on habita, en què l'aigua és calenta (37 °C), alcalina (pH 7,9) i hipòxica (0,42-2,3 mg O₂/L). Es reprodueix asexualment a partir de partenogènesi, i s'alimenta de procariotes quimiolitòtrofs. El 2019 es va publicar el genoma i transcriptoma d'aquest nematode, en el qual es va observar que H. mephisto disposava d'un ampli ventall de proteïnes contra l'estrés tèrmic.
El descobriment d'aquest nematode (així com d'altres espècies trobades durant aquesta expedició) va suposar un nou rècord de profunditat per a la vida d'organismes multicel·lulars, i va fer que es replantegessin no només l'àmbit en què es creia que existia vida a la Terra, sinó també la forma en la que buscar vida en altres planetes, especialment Mart.